# Хари Мартинсон
Хари Мартинсон (швед. Harry Martinson), био је шведски је књижевник и добитник Нобелове награде за књижевност 1974. године заједно са Ејвиндом Јонсоном. Најзначајнија дела су му: Кад су цветале коприве, Пут у Клокрике и Снови о ружама и огњу.

## Контроверзе
Одабир Мартинсона и Јонсона за добитнике Нобелове награде изазвао је велику пажњу и критику јавности јер су обојица били чланови Шведске академије.  Осетљиви Мартинсон лоше је подносио критике јавности да је награда била намештена, те је 11. фебруара 1978. године извршио самоубиство у Стокхолму тако што је маказама расекао сопствени стомак.